# Reinado Sombrio (revista em quadrinhos)
Reinado Sombrio foi uma publicação mensal de Histórias em Quadrinhos, originalmente publicadas pela editora estadunidense Marvel Comics, distribuídas no Brasil pela Editora Panini. Diferente das edições americanas, que são todas publicadas individualmente, é costume no Brasil lançar as séries nos chamados "mix", contendo várias edições originais em cada edição nacional. Reinado Sombrio abrigou as séries originais ligadas ao evento da Marvel homônimo, sendo eles Guerreiros Secretos (Secret Warriors), Thunderbolts e Vingadores Sombrios (Dark Avengers). Em suas páginas também foram publicadas ediçōes especiais ligadas ao evento Reinado Sombrio.
A série foi publicada inteiramente em formato americano (17 cm x 26 cm), e incluía normalmente três edições americanas originais, distribuídas em 76 páginas mensais. Inicialmente, a revista tinha 100 páginas mensais contendo em média quatro edições originais, mas teve sua estrutura modificada por ocasião de uma ampla reformulação dos principais títulos da Marvel publicados pela editora.
Em substituição ao título, cancelado após os eventos da minissérie O Cerco, a Panini iniciou a publicação do título Capitão América & Os Vingadores Secretos em julho de 2011. A série Guerreiros Secretos seguiu sendo publicada nesse novo título. A série Thunderbolts passou a ser publicada em Universo Marvel. Já a série Vingadores Sombrios, assim como a original americana, teve sua publicação interrompida.

## Publicação pela Panini Comics

### Reinado Sombrio (2010-2011)

#### Séries
- Dark Avengers (#01-#06; #08-#10)
- Dark Reign: New Nation (#01)
- Dark Reign: The Cabal (#07)
- Dark Reign: The Goblin Legacy (#07)
- Deadpool (#05-#06)
- Secret Invasion: Dark Reign (#01)
- Secret Warriors (#02-#04; #08; #10)
- Thunderbolts (#01-#03; #05-#09)

#### Edições
| Edição nacional | Edições originais                                                                              | Número de Páginas | Preço de Capa  | Data de publicação |
| --------------- | ---------------------------------------------------------------------------------------------- | ----------------- | -------------- | ------------------ |
| #01             | Thunderbolts #126 Dark Reign: New Nation #01 Secret Invasion: Dark Reign #01 Dark Avengers #01 | 100               | R$ 7,95 € 3,50 | jan 10             |
| #02             | Dark Avengers #02 Thunderbolts #127 Thunderbolts #128 Secret Warriors #01                      | 100               | R$ 7,95 € 3,50 | fev 10             |
| #03             | Dark Avengers #03 Thunderbolts #129 Secret Warriors #02 Secret Warriors #03                    | 100               | R$ 7,95 € 3,50 | mar 10             |
| #04             | Dark Avengers #04 Secret Warriors #04 Secret Warriors #05 Secret Warriors #06                  | 100               | R$ 7,95 € 3,50 | abr 10             |
| #05             | Dark Avengers #05 Deadpool #08 Thunderbolts #130                                               | 76                | R$ 6,50 € 2,80 | mai 10             |
| #06             | Dark Avengers #06 Deadpool #09 Thunderbolts #131                                               | 76                | R$ 6,50 € 2,80 | jun 10             |
| #07             | Dark Reign: The Cabal #01 Dark Reign: The Goblin Legacy #01 Thunderbolts #132                  | 76                | R$ 6,50 € 2,80 | jul 10             |
| #08             | Dark Avengers #07 Thunderbolts #133 Secret Warriors #07                                        | 76                | R$ 6,50 € 2,80 | ago 10             |
| #09             | Dark Avengers #08 Thunderbolts #134 Thunderbolts #135                                          | 76                | R$ 6,50 € 2,80 | set 10             |
| #10             | Dark Avengers #09 Secret Warriors #08 Secret Warriors #09                                      | 76                | R$ 6,50 € 2,80 | out 10             |